# Orange (Ohio)
Pour les articles homonymes, voir Orange.
Orange est un village du comté de Cuyahoga dans l'État de l'Ohio (États-Unis). Il est situé dans la banlieue est de Cleveland. La population comptait 3 323 habitants lors du recensement de 2010.
Orange est connue pour être la ville de naissance du vingtième président des États-Unis, James Abram Garfield.